# Bow Creek

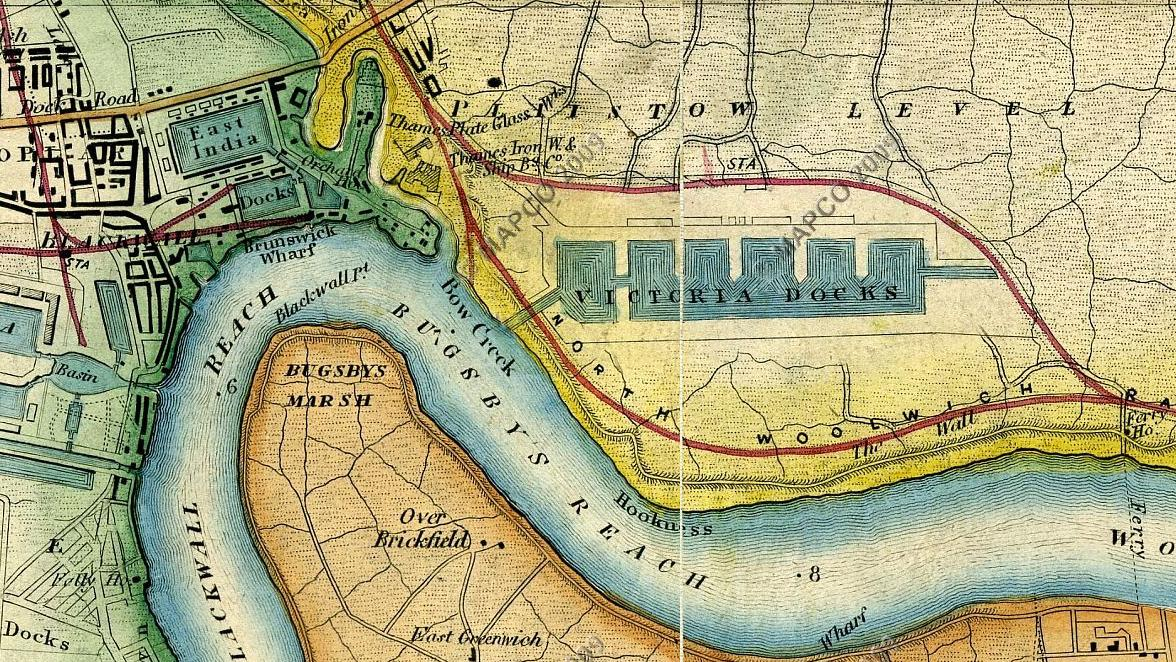
Karte circa 1872, mit den Victoria Docks (jetzt Royal Victoria Dock), Bow Creek und der Thames Ironworks and Shipbuilding Company

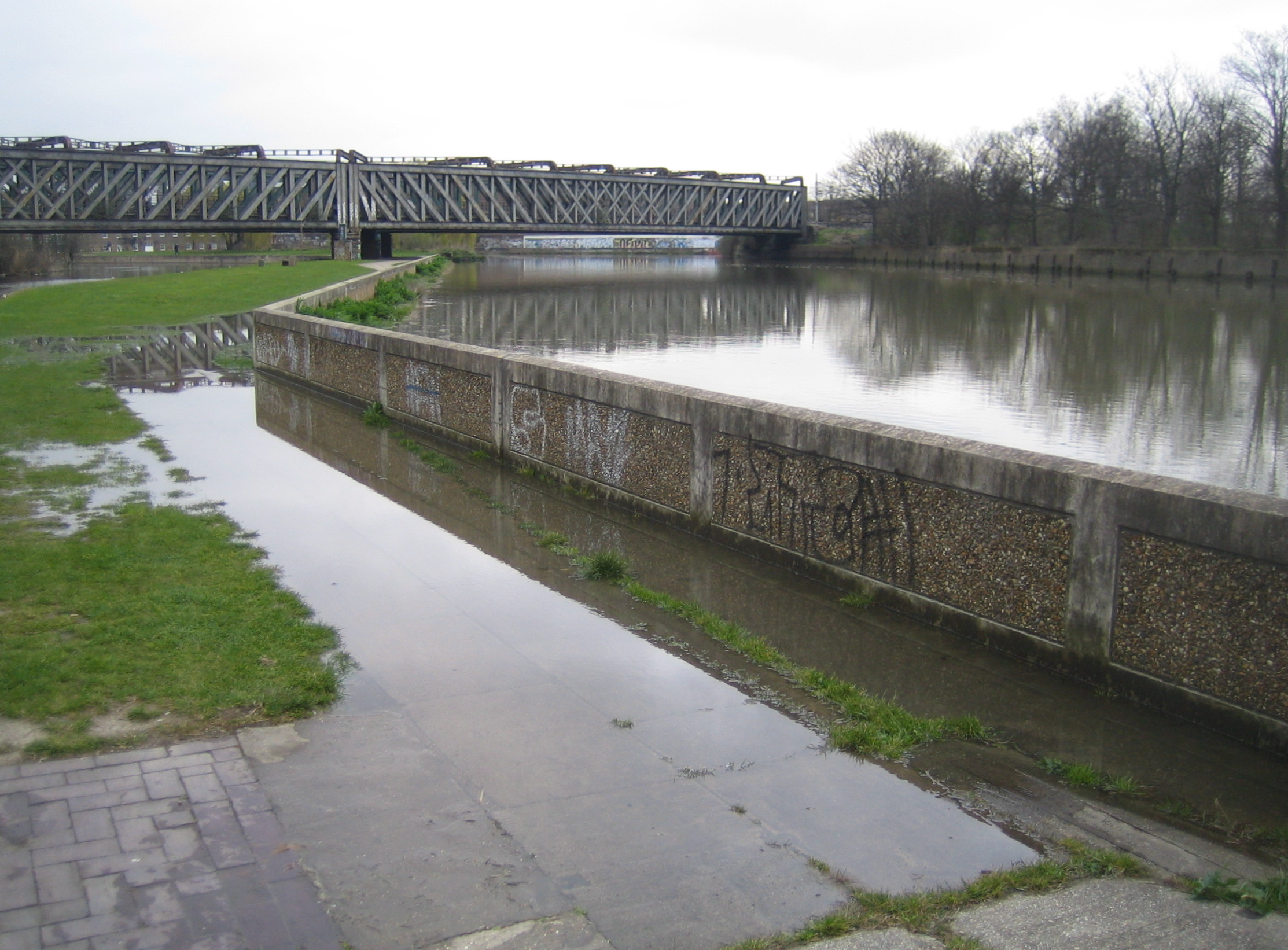
Bow Creek bei Flut

Der Bow Creek ist ein 3,6 km langes, von den Gezeiten beeinflusstes Ästuar des River Lea und Teil der Bow Back Rivers. Unterhalb der Bow Locks bildet der Bow Creek die Grenze zwischen den London Boroughs Newham und Tower Hamlets, im Osten von London.

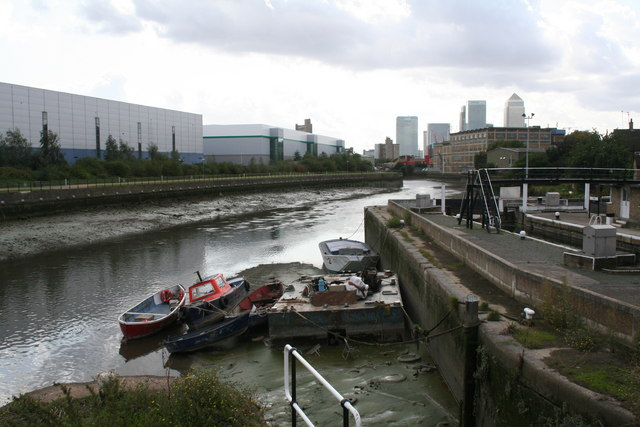
Bow Creek nahe Bow Locks

## Geschichte
Der River Lea entspringt in Luton in Bedfordshire und fließt zunächst nach Osten, später nach Süden, um in die Themse in Leamouth zu münden. Die letzten 3,6 km des Flusses werden Bow Creek genannt und laufen in Mäandern durch eine tiefliegende Landschaft, die früher Bromley Marsh hieß. Heute befinden sich hier ein Gaswerk und ein Industriegebiet. Der Bow Creek ist eine der ältesten regulierten Schifffahrtsstrecken in England. Da der Creek gezeitenabhängig ist, ist er bei Niedrigwasser jedoch nicht schiffbar.
Die ältesten Zeugnisse der Schifffahrt auf dem Fluss stammen aus dem Jahr 1190. 1424 wurde es der erste Fluss, an dem durch einen Beschluss des Parlaments Veränderungen durchgeführt werden durften. Ein Beschluss von 1571 erlaubte es dem Lord Mayor von London, den Flusslauf zu verändern und einen Treidelpfad auf beiden Seiten des Flusses anzulegen. Zu den weiteren Arbeiten unter diesem Beschluss sollte eine neue Verbindung zwischen Old Ford und Bow Locks, die Bow River genannt wird, gehören. Wie auf dem Bow Creek waren auch hier Gebühren von allen Nutzern zu entrichten. Während der Pestepidemie von 1665 versorgten die Schiffer auf dem Bow Creek die Bevölkerung von London weiterhin mit Lebensmitteln. Als Anerkennung für das Risiko, das sie dabei auf sich nahmen, durften sie ohne den ansonsten in London üblichen Einsatz von offiziell bestellten Leichtern arbeiten.
Wegen der Bedeutung des Flusses wurde der Ingenieur John Smeaton 1765 damit beauftragt, den Fluss zu vermessen und Vorschläge zur Verbesserung für die Schifffahrt zu machen. Sein Bericht aus dem Jahr 1766 empfahl, die Stauschleusen durch Kammerschleusen zu ersetzen. Außerdem sollte ein Durchstich zur Themse am Stadtteil Limehouse geschaffen werden. Damit konnte ein Umweg durch die Umschiffung der Isle of Dogs in Richtung London vermieden werden. Die Verbindung wurde am 2. Juli 1770 offiziell eröffnet, doch verhinderte der Einsturz einer Seitenwand den Betrieb bis September des Jahres, und im Dezember des Jahres stürzte eine Brücke in den Kanal und unterbrach den Verkehr erneut. Der Kanal war so eng, dass sich nicht zwei Schiffe begegnen konnten, so dass eine Verbreiterung geplant wurde, die im September 1777 eröffnet wurde.  Der Kanal endet heute im Limehouse Basin.
Der Zugang zum kanalisierten System, das heute als Lee Navigation bekannt ist, erfolgte durch Fluttore. Diese Fluttore gab es seit mindestens 1307, als sie von Henry de Bedyk unter Edward I. errichtet wurden. Die Tore wurden 1573 durch die Besitzer einer Mühle erneuert. Die Stadt London ließ die Situation am Fluss untersuchen, und 1588 wurde vorgeschlagen, dass die Tore sich automatisch öffnen sollten, wenn der Fluss und die hereinkommende Flut sich ausglichen. 1721 wurde von den Mühlenbesitzern erneut an den Toren unter der Aufsicht der Stadt gearbeitet. Smeaton schlug 1766 vor, dass die Tore durch eine Kammerschleuse ersetzt werden sollten, doch wurde dies nicht realisiert. Zwar wurde 1852 eine Schleuse gebaut, doch die Tore blieben bestehen. Die Schleuse wurde 1900 erneuert und verkürzt, 1931 wurde eine zweite Schleuse daneben gebaut. Höhere Fluttore und Mauern wurden 2000 gebaut, um zu verhindern, dass das Kanalsystem geflutet wird, wenn der Wasserstand im Bow Creek höher ist als im Kanalsystem.
Der Zugang zu den Bow Back Rivers wurde in den 1930er Jahren verändert. Der Prescott-Kanal wurde gebaut, um Mühlen zu umgehen und Zugang vom Bow Creek zum Three Mills Wall River und dem Waterworks River zu schaffen. Das Schleusensystem am Eingang zu diesem System wurde in den 1960er Jahren außer Betrieb genommen und abgebaut. Ein neues Zugangssystem, das Schiffe bis 350 Tonnen aufnehmen kann, wurde im Rahmen der Verbesserungen der Flüsse in London zu den Olympischen Sommerspielen 2012 eingerichtet. Damit gibt es wieder eine Schiffsverbindung zwischen dem Bow Creek  und den Bow Back Rivers. Der Bow Creek hatte auch Verbindung zum Abbey Creek und dem Channelsea River, die eine Verbindung zum River Lea nahe Hackney Marshes darstellten. Der Großteil dieser Verbindung ist nun unterirdisch.
Schiffe wurden am Orchard House Yard im Süden von Leamouth gebaut und in das Wasser des Bow Creek vom Stapel gelassen, von wo sie entweder das Kanalsystem oder die Themse erreichen konnten. 1810 wurde eine Eisenbrücke über den Bow Creek gebaut, die sich südlich der heutigen Brücke der A13 befand. Die Widerlager wurden in der Fußgängerbrücke der Hungerford Bridge wiederverwendet.